# San Juan de Mendiola
San Juan de Mendiola es un despoblado que actualmente forma parte del concejo de Mendiola, que está situado en el municipio de Vitoria, en la provincia de Álava, País Vasco (España).

## Historia
Situado en un altozano al sur del concejo del que actualmente forma parte, se despobló a finales del siglo XVIII.
Actualmente sus tierras son conocidas con el topónimo de San Juan.